# Edward Chiwawa
Edward Chiwawa (* 9. März 1935 in Guruve; † Oktober 2022) war ein Bildhauer aus Simbabwe.

## Biographie
Edward Chiwawa gehörte zum Shona-Volk der Kore Kore, nordwestlich von Guruve, etwa 150 Kilometer von Harare. Er war zunächst Tischler; seit 1967 lernte er Bildhauerei von seinem Vetter Henry Munyaradzi, zu dessen großer Familie er in enger Beziehung steht. Von 1970 bis 1973 lebte er im Künstlerdorf Tengenenge, danach zog er in die Arbeitervorstadt Chitungwiza, zehn Meilen südlich der Hauptstadt Harare, nicht weit entfernt von Fanizani Akuda. Seine Frau Sherita (eine Schwester Henry Munyaradzis), seine Töchter und seine Söhne Cragemia und Macloud sind selbständige Künstler und arbeiten mit in seiner Werkstatt.

## Stil
Edward Chiwawa war einer der bekanntesten Vertreter der ersten Generation moderner Bildhauer Zimbabwes. Grundmotive waren für ihn Aspekte des Universums wie Sonne und Mond, denen er ernste menschliche Gesichter mit geometrisch geformten Zügen gab. Seine berühmten Moon-heads aus Serpentin oder Opal strahlen in ihrer konzentrierten Abstraktion eine faszinierende Magie aus. Im Unterschied zu manchen jüngeren Bildhauern, die den Stein nur als Material sehen, beließ Chiwawa – wie viele Bildhauer der 'ersten Generation' – dem Stein seine Würde. „Der Stein spricht für sich selbst“, sagte er.

## Ausstellungen
Seit den 1980er Jahren nahm Edward Chiwawa an vielen internationalen Ausstellungen teil. Schon 1987 und erneut 1996 gewann er den 1. Preis der „Internationalen Ausstellung kleinformatiger Bildhauerei“ in Budapest. Edward Chiwawa hatte eigene Ausstellungen in London (1981), in Frankfurt am Main (1985), Sydney (1986), sowie 1987 in Melbourne, Rom und Paris. Er war Mitglied der Künstlervereinigung Friends Forever und beteiligte sich regelmäßig an deren Gruppenausstellungen.